# Smiley
Andrei Tiberiu Maria (n. 27 iulie 1983, Pitești, România), cunoscut sub numele de scenă Smiley, este un cântăreț, compozitor, producător, prezentator și actor român, fost membru al trupei Simplu. Artistul a început și o carieră solo, iar în 2008 și-a lansat primul album: „În lipsa mea”.

## Copilăria
Andrei Tiberiu Maria s-a născut în data de 27 iulie 1983 în Pitești, județul Argeș. Într-un interviu, acesta declara că în copilărie a fost un băiețel agitat, care nu putea sta locului o clipă. Totul a decurs „normal” până la vârsta de 10 ani, când plăcerea lui Andrei de a asculta muzică s-a transformat în plăcerea de a cânta.
A început ca solist în trupa Millenium 3 alături de Robert Dulica, Diu Ionuț Liviu (Boby) și Andrei Ropcea (Randi) cu care, ajutați de Ioan Gyuri Pascu, au lansat albumul intitulat D-but, produs de Ioan Gyuri Pascu și înregistrat la Studioul Migas, lucrând cu artiști de renume printre care Adrian Ordean, solistul trupei Compact, și  Ioan Gyuri Pascu.

## Trupa Simplu
CRBL avea să-i propună lui Andrei, în anul 2002, să facă parte din trupa Simplu, după ce inițial încercase să obțină un loc în formația Akcent. Smiley a dat proba la casa de discuri Roton, deși propunerea a venit din partea unui membru al trupei. Ca membru al formației, Andrei a fost nevoit să învețe să danseze, deoarece cântecele lor erau mereu însoțite de coregrafie. Datorită atitudinii sale joviale, Andrei a primit de la colegii de trupă porecla de „Smiley”, poreclă pe care o folosește în prezent ca nume de scenă.

## Cariera de artist
De-a lungul timpului, Smiley a ajuns în atenția publicului, atât ca solist al trupei Simplu, cât și ca artist solo. Albumul său de debut („În lipsa mea”) a fost premiat cu un disc de aur și a primit distincția ''Best album'' la Romanian Music Awards, potrivit portalului de știri Ager Pres.
Alături de Simplu, Smiley a lansat cinci albume, toate premiate cu discuri de aur: Oare știi (2002), Zece (2004), RMX Simplu (2006), Simplu Best Of (2006), Oficial îmi merge bine (2006).
În 2008, Smiley și Simplu au câștigat premiul „Best show” pentru „Istoria Dansului”. Tot în același an, Smiley și-a lansat primul său album solo, În lipsa mea. 
Primul single de pe album, „În lipsa mea”, a fost declarat „Best song” și i-a adus acestuia premiul de „Best solo artist”. În 2010 a lansat cel de-al doilea album din carieră, Plec pe Marte, pentru care a primit distincția „Best Pop Dance Album”.
În 2011, Smiley a lansat „Dream Girl”, cântecul care pentru 6 săptămâni consecutive a ocupat primul loc în clasamentele muzicale. Tot în 2011, la Romanian Music Awards, Smiley a fost desemnat „Best Male” și „Best Pop” artist.
În 2012, artistul a lansat discul single „Dead Man Walking”, care l-a transformat pe acesta în cel mai difuzat cântăreț la radio și televiziune, conform datelor furnizate de site-ul Mediaforest.ro. De asemenea, a lansat și „Cai verzi pe pereți”, împreună cu Alex Velea și Don Baxter.
Videoclipul piesei „Dead man walking” a fost o premieră mondială, Smiley devenind primul artist care folosește într-un clip elemente de realitate augmentată. Evenimentul de lansare a fost special și a avut loc în luna mai 2012 într-o sală de cinema, în prezența a peste 300 de persoane.
În iunie 2012, Smiley a câștigat premiile pentru „Best Producer” și „Best Website” la gala Romanian Music Awards de la Craiova.
În 2013, Smiley a câștigat premiul ”MTV Europe Music Award for Best Romanian Act”.
În 2017, Smiley a marcat 10 ani de carieră solo prin proiectul #Smiley10. Proiectul a debutat pe 10 martie și a reprezentat un maraton de lansări, inovații și confesiuni muzicale desfășurate pe parcursul unui an întreg. 
În 2018, Smiley a dat startul primul său Turneu Național. În cadrul turneului artistul a susținut 10 concerte în 10 orașe diferite, desfășurate în perioada 29 octombrie – 18 noiembrie.
2020 se pronunță ca fiind un an de succes pentru Smiley. În aprilie lansează piesa “Cine-i salvează pe eroi?”  feat. Cabron, adresată eroilor zilelor noastre, oamenii care își ajută aproapele. Piesa vine în contextul în care România a fost lovită de pandemia COVID-19. Smiley nu se oprește aici și lansează după numai o lună piesa “Va fi bine!”,  o piesă cu un mesaj pozitiv, optimist. În descrierea piesei, publicată pe YouTube, Smiley  precizează: 
“Totul o să fie bine, lucrurile se vor rezolva, indiferent ce se întamplă în viața ta în acest moment. Energia pozitivă, optimismul și dorința de mai bine te vor ajuta și te vor conduce către o variantă din ce în ce mai bună a realității în care trăiești.” 
Pe 5 octombrie 2020, Smiley și Delia lansează: “Ne Vedem Noi”,  o piesă care urcă rapid în topurile muzicale românești. Cu milioane de ascultări și vizualizări, piesa este produsă în studiourile HaHaHa Production și scrisă de Smiley. Colaborarea de succes dintre Smiley și Delia întâlnește o cerință clasică a publicului din România care dorea o piesă cu cei doi.
În 2021, Smiley lansează serialul muzical „Mai mult de-o viață”,  ce conține 5 episoade muzicale, construite ca scurt-metraje în jurul pieselor sale. Cele 5 episoade-piese sunt:
- Smiley x DOC – Locul sfinteste omul[16]
- Smiley – Nu mai exista dup-aia[17]
- Smiley – Purtat de vant [18]
- Smiley – Mi-aduc aminte [19]
- Smiley – Mai mult de-o viata [20]

În 2022, Smiley lansează HIT-ul “Scumpă Foc” ft. Juno. Piesa se poziționează în top 10 pe radio timp de 20 de săptămâni si a fost desemnata piesa anului 2022, conform Mediaforest. Piesa a fost ascultată de milioane de fani, pe toate platformele digitale. Videoclipul a primit premiul „Best Video” în cadrul Romanian Music Awards 2022. 
Tot în cadrul galei Romanian Music Awards, Smiley a câștigat premiul „Best Song” și „Best Male” pentru piesa “Connect-R & Smiley – Rita”. La începutul anului 2022, Smiley și-a făcut apariția într-un rol principal pentru filmul „Legații”, o producție cinematografică regizată de Iura Luncașu și distribuită în cinematografele din toată România. În același an, Smiley a facut parte din distribuția filmului „Odată pentru totdeauna”, în rol principal. 
Anul 2022 este unul de succes pentru Smiley, care face o mutare strategică care îi consolidează influența muzicală la nivel internațional: lansează Romdrops, o nouă companie de producție muzicală internațională. HaHaHa Production, împreună cu Milk&Honey (una dintre cele mai puternice companii de management muzical) și Oak Felder (producător consacrat, premiat Grammy) au format un parteneriat pentru înființarea Romdrops, o companie nouă de publishing si producție muzicală care va activa pe piața muzicală din întreaga lume. 
Vara a început pentru Smiley, pe 31 mai, cu un concert în fața a mii de oameni, la Sala Polivalentă. 
Finalul de 2022 se încheie în top pentru Smiley care lansează piesa “Doar Vina Ta”, alături de Andra. Piesa este scrisa de către Smiley și produsă în studiourile HaHaHa Production. Colaborarea dintre cei doi, mult așteptată de către publicul din România, s-a concluzionat cu poziții dominante în topurile de radio și trending românești. Tot în anul 2022 Smiley lansează piesa ''Scumpă Foc", alături de Juno. Melodia a stâns la un an de la lansare peste 24 de milioane de vizualizări pe YouTube și peste 4 milioane de streams pe Spotify.
Piesa „Aia e”, lansată în primăvara lui 2023 este una dintre cele mai cunoscute producții marca Smiley, dezvoltând  "Fenomenul #AiaE" la concertele artistului, unde fanii cântă împreună cu el piesa. "Aia e" a strâns peste 20 de milioane de vizualizări pe YouTube, la nici un an de la apariție. La nivel de stream-uri, pe Spotify piesa atinge aproape 4 milioane de ascultări.
Tot în anul 2023, Andrei Tiberiu Maria (Smiley) lansează piesa "Oameni", un manifest despre fiecare om Videoclipul piesei a fost realizat cu ajutorul unei tehnici inovatoare. Regizat de Iulian Moga, fratele lui Marius Moga, reprezintă o premieră absolută pentru piața de video din România, pentru că a fost filmat în mai puțin de 5 secunde, mai exact în 4,8 secunde, cu o cameră de filmat de superviteză. Pe lângă povestea din spatele piesei, versurile cu un impact puternic, dar și metoda prin care s-a filmat videoclipul, "Oameni" atrage atenția publicului și pentru că s-a filmat pe platourile de la Buftea, în decorul celebrei serii "Wednesday".
În 2024, Smiley atinge un milion de abonați pe canalul său de YouTube, odată cu lansarea piesei "Culoarea Ta", o melodie de dragoste care celebrează iubirea în toate formele și culorile ei.. În tot acest timp, artistul s-a concentrat și pe piese internaționale. A compus muzică și a scris versuri pentru albumul său cu piese în limba engleză. "Days of Summer", "Tomorrow", "Walking to the Moon", "Let me Go" și "Wrinkle in Time" au adunat peste 11 milioane de stream-uri pe Spotify.
Tot în 2024 artistul colaborează NANE pentru piesa "Goală".
Pe lângă pasiunea pentru muzică, Smiley este extrem de implicat și în rolul său de creator de conținut. Artistul își ține fanii la curent zi de zi cu toate lucrurile pe care le face, de la vacanțele alături de familie, până la colaborări muzicale noi și proiectul RomDrops - casă de producție muzicală în străinătate, cu precădere Statele Unite ale Americii și Anglia.
La fel ca în fiecare an de Ziua Internațională a Copilului (1 iunie), Smiley organizează un concert la Arenele Romane din București. De data aceasta, "SmileyVerse" promite un show inedit și plin de surprize pentru toți fanii artistului.
Smiley a lansat și o piesă alături de Theo Zeciu, unul dintre cei mai mari youtuberi din România. Piesa "VTM" este o promisiune pe care Smiley i-a făcut-o creatorului de conținut, pentru că a strâns 1,5 milioane de abonați.
La sfârșitul lunii iulie, a anului 2024, Smiley lansează piesa "Cum te văd eu". Videoclipul piesei este regizat de Iulian Moga, iar DOP a fost Nicu Drăgan. De muzică s-au ocupat: Andrei Tiberiu Maria (Smiley), Lucian Nagy, Dorian Micu și Vlad Munteanu (DOC). Textul a fost scris de Smiley cu ajutorul lui Dorian Micu și al lui Vlad Munteanu, iar piesa este o co-producție HaHaHa Production și CAT MUSIC România. În videoclipul piesei a jucat  și Adelina Pestrițu.
Din noiembrie până în decembrie 2024 a avut loc Turneul SmileyVerse, în 7 orașe din România. Organizatorii evenimentului spun despre turneu că ''SmileyVerse din toată țara este că se vor întâlni nu doar cu un Smiley, ci cu mai mulți Smiley, surprinși cu ajutorul tehnologiei și a Inteligenței Artificiale, în tot felul de epoci, contexte și universuri revelatoare.". SmileyVerse a avut loc la Cluj-Napoca, Timișoara, Galați, Brăila, Iași, Craiova și Botoșani.
În luna noiembrie a aceluiași an, Theo Rose lansează în colaborare cu Smiley piesa ''Ultimul Dans".
În anul 2025, artistul anunță colaborarea cu Alex Velea și Connect-R pentru piesa "Nu mă ierta", disponibilă pe toate platformele de streaming. "Nu mă ierta”, piesa cu care proiectul amplu al celor trei prieteni artiști începe să-și spună public povestea, este desprinsă dintr-un episod trăit de Connect-R și transformat de ei toți în muzică. „Nu mă ierta” este o co-producție HaHaHa Production, Global Records, Hood Famous, Golden Boy Society și Cat Music, având la bază muzica și versurile semnate chiar de cei trei artiști. 
Producția muzicală aparține lui Șerban Cazan, mix & master – Lucian Nagy, iar videoclipul, regizat de Iulian Moga, adaugă o dimensiune vizuală profundă emoției piesei. De producția video s-au ocupat Alexandru Nagy (producător executiv) și Ramon Militaru (producător creativ).

## Cariera de producător
Succesul ca artist pop i-a permis colaborarea cu numeroși artiști români, iar în 2009 și-a fondat propria casă de producție, HaHaHa Production. Ea corespunde mult cu numele de scena a artistului.
În 2016, proiectele susținute de Smiley sunt: Cabron, Sore, Radio Killer, Don Baxter, Feli, SHOT, Silviu Pașca, Paul Damixie și Jazzy Jo.
De asemenea, Smiley a mai produs șlagăre și pentru alți artiști români: Morandi, Puya, Delia, Wanda, Zero, Elena Gheorghe, CRBL, Anda Adam, Andreea Bănică, Mandinga, Loredana Groza, Andra, Corina, Cream, Emanuel. De asemenea, artistul a produs muzică pentru cântăreața de origine italiană In-Grid și pentru rapperul american Sway.

## Emisiuni
Smiley este coprezentator al emisiunii de televiziune Românii au talent, alături de Pavel Bartoș. Este, de asemenea, unul din cei patru jurați din cadrul emisiunii de talente, Vocea României. Înainte de a prezenta Românii au talent și  a juriza Vocea României, a fost jurat al concursului "Be a Disney Channel Star" "Fii o vedetă Disney Channel" împreună cu George Hora și Alexandra Ungureanu pe canalul Disney Channel România în anul 2009-2010.
Smiley a interpretat în română câteva roluri de voce, inclusiv
porumbelul Toady din Berzele și Percy din animația Aventurile lui Smallfoot.

## Filmografie

### Film
| Titlu                  | An        | Rol                 | Note         |
| ---------------------- | --------- | ------------------- | ------------ |
| One Step Ahead         | 2007-2008 | Sebastian Novinski  | Rol secundar |
| Un film simplu         | 2008      | El însuși           | Documentar   |
| Nașa                   | 2011      | Preotul de la botez | Rol secundar |
| Oldschool Renegades    | 2013      | El însuși           | Rol secundar |
| Selfie                 | 2014      | Pepenar 1           | Cameo        |
| Oh, Ramona!            | 2019      | Polițist            | Rol secundar |
| Odată pentru totdeauna | 2022      | Alex Zota           | Rol secundar |
| Legații                | 2022      | Răzvan              | Rol secundar |
| Ramon                  | 2023      |                     | Rol secundar |

### Televiziune
| Titlu              | An             | Rol                       | Note                         |
| ------------------ | -------------- | ------------------------- | ---------------------------- |
| Meseriașii         | 2006           | Propriul rol              | S3E3: ”Dragobete”            |
| Dansez pentru tine | 2006, 2008     | El însuși                 | Concurent (sezoanele 2 și 5) |
| Mega Clever        | 2007           | El însuși                 | Co-prezentator (1 sezon)     |
| Cu un pas înainte  | 2007-2008      | Sebastian "Seba" Novinski | 26 de episoade               |
| Românii au talent  | 2011 - prezent | El însuși                 | Co-prezentator (14 sezoane)  |
| Vocea României     | 2011 - prezent | El însuși                 | Jurat (11 sezoane)           |
| Superstar România  | 2021           | El însuși                 | Jurat (1 sezon)              |

## Discografie
Articole principale: melodiile și discografia lui Smiley.
- În lipsa mea (2008)
- Plec pe Marte (2010)
- Acasă (2013)
- Confesiune (2017)
- Mai mult de-o viață (2021)

### Melodii
- 2002: "Oare știi" (Simplu)
- 2003: "O secundă (Simplu)
- 2003: "Jumatatea Ta (Simplu feat. Claudia Pavel)
- 2003: "Zece" (Simplu)
- 2005: "Sa Zburam Spre Cer" (Simplu feat. Marius Moga)
- 2005: "Îmi Place La Tine Tot" (feat. Corina & Don Baxter)
- 2006: "Secretul Mariei" (feat. Delia)
- 2006: "Oficial îmi merge bine" (Simplu)
- 2007: "Mr. Originality" (Simplu)
- 2007: "În lipsa mea" (feat. Uzzi)
- 2008: "Preocupat cu gura ta"
- 2008: "Hooky Song” (feat. Andreea Bănică)
- 2008: "Am bani de dat" (feat. Alex Velea, Don Baxter & Marius Moga)
- 2009: "Designed to love you"
- 2009: "Puppet" (Simplu)
- 2009: "Be Free" (feat. Radio Killer)  Singles Top 40= peak 33
- 2010: "Plec pe Marte" (feat. Cheloo)
- 2010: "Love is for free" (feat. Pacha Man)  Romanian Top 100= peak 1,  Singles Top 40= peak 12
- 2010: "Lonely Heart" (feat. Radio Killer)  Singles Top 40= peak 40
- 2010: "Dancer 4 Money" (Simplu)
- 2011: "Convict" (Simplu feat. Alex Velea)
- 2011: "Dream Girl"  Romanian Top 100= peak 1  Singles Top 40= peak 33
- 2012: "Dead Man Walking"  Airplay 100= peak 1,  Singles Top 40= peak 2
- 2012: "Cai verzi pe pereți" (feat. Alex Velea & Don Baxter)  Airplay 100= peak 2
- 2013: "Dincolo de cuvinte" (feat. Alex Velea)
- 2013: "Acasă"  Airplay 100= peak 1
- 2014: "Cu fuioru" (feat. Pavel Bartoș)
- 2014: "Nemuritori"  Airplay 100= peak 30
- 2014: "I Wish"
- 2015: "Oarecare"
- 2015: "Pierdut buletin" (feat. DOC & Motzu)
- 2016: "Insomnii"
- 2016: "Sleepless"
- 2016: "Îndrăgostit deși n-am vrut"
- 2016: "În stație la Lizeanu (Domnișoară Domnișoară)" (feat. Damian & Brothers)
- 2017: "Lumea Noua" (feat. Grasu XXL)
- 2017: "Flori de plastic"
- 2017: "De unde vii la ora asta?"  Airplay 100= peak 1
- 2017: "Domnul Smiley"
- 2017: "Să-mi fie vara"
- 2017: "Pierdut printre femei"
- 2017: "Rară" (feat Juno)
- 2017: "Ce mă fac cu tine de azi" (feat. Guess Who)
- 2017: "O altă ea"
- 2017: "Vals"
- 2017: "O poveste"
- 2018: "Vals" (feat. Feli)  Airplay 100= peak 1
- 2018: "Aprinde scânteia" (feat. Dorian)
- 2019: "Jumătate" (feat. Sore)
- 2019: "Song About Nothing"
- 2020: "Ce mai faci, străine?"
- 2020: "Cine-i salvează pe eroi?" (feat. Cabron)
- 2020: "Va fi bine"
- 2020:  ''Sâmbătă seara" (feat. Adda)
- 2020: "Adeline"
- 2020: "Ne vedem noi" (feat. Delia)  Airplay 100= peak 1
- 2020: "Uită-mă" (feat. Emilian)
- 2021: "Lasa inima să zbiere" (feat. Killa Fonic)
- 2021: "Noi doi si noaptea"
- 2021: "Până la tine"
- 2021: "Rita" (feat. Connect-R)
- 2021: "Până când"
- 2021: ''Locul sfinteste omul'' (feat. DOC)
- 2021: ''Nu mai exista dup-aia''
- 2022: "Purtat de vant"
- 2022: "Mi-aduc aminte"
- 2022: "Mai mult de-o viata"
- 2022: "Bani mulți (Fii tot ce poți)" (feat. Șatra B.E.N.Z.)
- 2022: "Scumpă foc" (feat Juno)
- 2022: "Colecționarea"
- 2022: "Doar vina ta" (feat. Andra)
- 2022: "Și astăzi, și mâine" (feat. Horia Moculescu)
- 2023: "Ramon" (feat. Pavel Bartoș)
- 2023: "Neintenționat" (feat. Emilian & Juno)
- 2023: "Copacul" (feat. Spike)
- 2023: "Aia e"
- 2023: "Pata" (feat. Mario Fresh & RENVTØ)
- 2023: "Days of Summer"
- 2023: "Oameni"
- 2023: "Tomorrow"
- 2023: "Walking To The Moon"
- 2024: "Let Me Go"
- 2024: "GOALĂ" (feat. NANE)
- 2024: "Wrinkle in Time"
- 2024: "Culoarea ta"
- 2024: "S-a furat mireasa" (feat. Damian & Brothers)
- 2024: "Departe de apus" (feat. Cabron & Puya)
- 2024: "Împreună, România"
- 2024: "VTM" (feat. Theo Zeciu)
- 2024: "Two Feet" (feat. TOESUP)
- 2024: "Cum te văd eu"

## Turnee
- Confesiune (2018)
- Smiley Omul (2019)
- SmileyVerse (2024)

## Interviuri
- "Cel mai important este sa traiesc", Ines Hristea, Formula AS - anul 2009, numărul 876
- Raluca Moisă (2 iulie 2011). „VIDEO Smiley, cântăreț: «Nu există o voce perfectă»”. Adevărul.
- Roxana Lupu (8 mai 2011). „Smiley, cântăreț: «În liceu eram un fel de purtător de cuvânt»”. Adevărul.
- SMILEY (ANDREI TIBERIU MARIA) -"Ma bucur ca fac ce-mi place, iar ceea ce-mi place, le place si altora", Ines Hristea, Formula AS - anul 2011, numărul 988
- Smiley & CRBL: Ne coboram la mintea copiilor Arhivat în 27 august 2013, la Wayback Machine., 8 martie 2013, Alice Nastase Buciuta, Revista Tango